# Haruna Sairenji
Sairenji Haruna (西連寺 春菜?) es un personaje femenino ficticio del manga y anime To Love-Ru, y de su spin-off To Love-Ru Darkness, creado por Hasemi Saki y Kentaro Yabuki.
Es una de las protagonistas de la serie To Love-Ru. Compañera de clase Rito y la chica de quien está enamorado, y viceversa. Aunque sienta gran afecto hacia Rito muchas veces termina golpeándolo o bofeteándolo porque malinterprenta la cosas, pensando que Rito es un pervertido, aunque a veces éstos malentendidos sean causados por alienígenas, por las alucinaciones y accidentes de Rito o incluso por Lala. Por la fuerza con la que manda a volar a Rito en dichas ocasiones, podría decirse que Haruna es muy fuerte.

## Apariencia
Es una chica delgada, un poco corta de estatura, cabello morado y ojos morados. Por lo general es vista con la ropa del Istituto Sainan, sin embargo ha sido vista con varios tipos de ropa. 

## Personalidad
Es muy decidida, está enamorada de Rito desde el principio de la serie, pero a pesar de esto no es capaz de expresar sus sentimientos por el ya que es muy tímida y suele tener miedo a las situaciones de peligro o que sean incomodas.
Ella vive con su hermana mayor en un apartamento y siente temor a cosas paranormales. Ella también ha querido expresar a Rito lo que siente por él, aunque sin éxito debido a que es muy tímida al igual que Rito. Participa en el club de tenis y es la delegada de la clase. En capítulos recientes, se revela que ella quiere confesarse a Rito, pero no lo hace por respeto a Lala.

## Historia

### Pasado
Se sabe muy poco acerca de su infancia, pero se sabe de que desde que era menor vivía con su hermana, ya que sus padres vivían fuera de la ciudad.
Fue así también conoció a Rito en el último año de primaria, cuando en el Festival Deportivo de ese año, Rito tomó la delantera en la última vuelta de una carrera de relevos, logrando así que su clase fuera la ganadora en ese año.

### To Love-Ru
Un día, mientras caminaba a la escuela, Rito se cruza con ella, y es cuando el intenta confesársele; sin embargo, sin que Rito se diese cuenta se presenta frente a él. Lala, quien al igual que Haruna malinterpreta la confesión y terminan creyendo que la confesión se dirigía a Lala, desde entonces Haruna se hace poco a poco más amiga de Lala, hasta el punto de que en el Capítulo 118 del manga decide decirle la verdad a Lala, y confesar de que a ella también le gusta Rito, lo cual tomo por sorpresa a Lala pero a la vez juraron ayudarse mutuamente en el amor a pesar de que ambas estuvieran enamoradas de Rito.

### To Love-Ru Darkness
Su protagonismo en To Love-Ru Darkness es escaso, su participación baja hasta un segundo plano y solamente aparece en ocasiones.

## Curiosidades
- Haruna hizo un una aparición en el manga Mayoi Neko Overrun! (Manga).[2]
- Su estilo de cabello es similar al de Saya Minatsuki de Black Cat.